# Carlat
Carlat est une commune française située dans le département du Cantal, en région Auvergne-Rhône-Alpes.

## Géographie

### Localisation
Carlat est un petit village situé sur un plateau basaltique dans le pays de Carladès. Les maisons sont bâties sur un terrain basaltique, contre un rocher, reste d'une coulée de lave.
Cette roche basaltique est à l'origine dans la région du phénomène d'inversion de relief. Il y a plus de cinq millions d'années, les coulées de basalte qui se sont épanchées des flancs du Plomb du Cantal, au niveau du col de Curebourse ont emprunté la vallée pliocène de Carlat (paléo-vallée). Le basalte était alors en position basse, dominé par les flancs de la vallée. Après érosion (eaux de ruissellement, glaciers) des matériaux meubles de part et d’autre de la coulée, ce paléo-relief se transforme et les coulées de basalte (roche beaucoup plus résistante) apparaît en position haute. Ces coulées forment une plateforme (Cros-de-Ronesque, roc de Lasclauzades), tandis que les ruisseaux (la Bromme qui entaille le calcaire oligocène et le Goul qui entaille le socle schisteux) creusant de part et d'autre de nouvelles vallées dans le pays coupé de Carlat.

### Communes limitrophes
Les communes limitrophes sont Badailhac, Cros-de-Ronesque, Labrousse, Saint-Étienne-de-Carlat et Vézac.
|           | Saint-Étienne-de-Carlat | Badailhac        |
| Vézac     | Carlat                  |                  |
| Labrousse |                         | Cros-de-Ronesque |

### Climat
Pour des articles plus généraux, voir Climat d'Auvergne-Rhône-Alpes et Climat du Cantal.
En 2010, le climat de la commune est de type climat de montagne, selon une étude du CNRS s'appuyant sur une série de données couvrant la période 1971-2000. En 2020, Météo-France publie une typologie des climats de la France métropolitaine dans laquelle la commune est exposée à un climat de montagne ou de marges de montagne et est dans la région climatique  Ouest et nord-ouest du Massif Central, caractérisée par une pluviométrie annuelle de 900 à 1 500 mm, maximale en automne et en hiver. 
Pour la période 1971-2000, la température annuelle moyenne est de 9,1 °C, avec une amplitude thermique annuelle de 15,3 °C. Le cumul annuel moyen de précipitations est de 1 409 mm, avec 13 jours de précipitations en janvier et 8 jours en juillet. Pour la période 1991-2020, la température moyenne annuelle observée sur la station météorologique de Météo-France la plus proche, sur la commune d'Aurillac à 11 km à vol d'oiseau, est de 10,5 °C et le cumul annuel moyen de précipitations est de 1 134,7 mm,. Pour l'avenir, les paramètres climatiques de la commune estimés pour 2050 selon différents scénarios d'émission de gaz à effet de serre sont consultables sur un site dédié publié par Météo-France en novembre 2022.

## Urbanisme

### Typologie
Au 1er janvier 2024, Carlat est catégorisée commune rurale à habitat très dispersé, selon la nouvelle grille communale de densité à 7 niveaux définie par l'Insee en 2022.
Elle est située hors unité urbaine. Par ailleurs la commune fait partie de l'aire d'attraction d'Aurillac, dont elle est une commune de la couronne,. Cette aire, qui regroupe 85 communes, est catégorisée dans les aires de 50 000 à moins de200000 habitants,.

### Occupation des sols

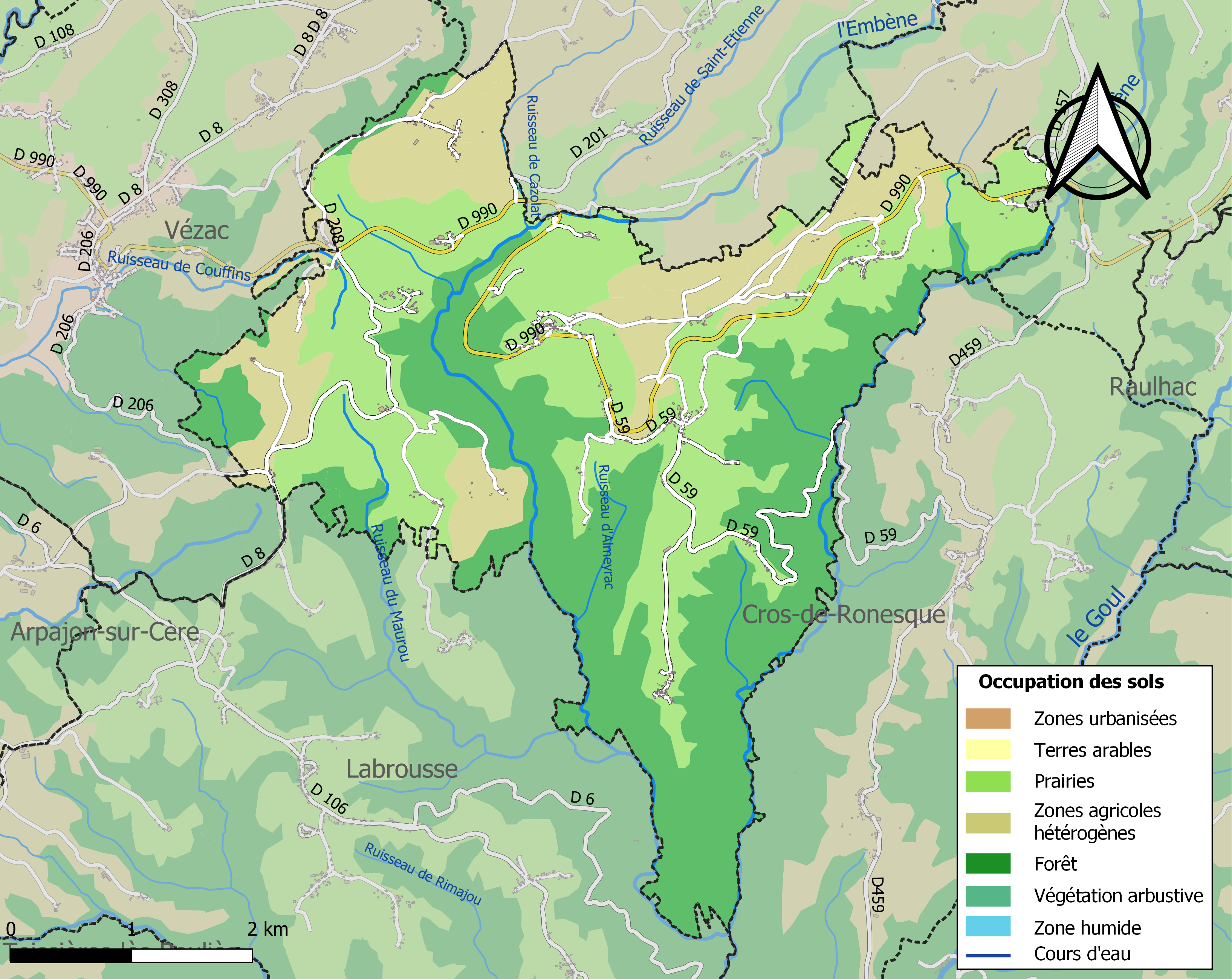
Carte des infrastructures et de l'occupation des sols de la commune en 2018 (CLC).

L'occupation des sols de la commune, telle qu'elle ressort de la base de données européenne d’occupation biophysique des sols Corine Land Cover (CLC), est marquée par l'importance des territoires agricoles (59,8 % en 2018), en augmentation par rapport à 1990 (52,3 %). La répartition détaillée en 2018 est la suivante : prairies (40,2 %), forêts (40,2 %), zones agricoles hétérogènes (19,6 %). L'évolution de l’occupation des sols de la commune et de ses infrastructures peut être observée sur les différentes représentations cartographiques du territoire : la carte de Cassini (XVIIIe siècle), la carte d'état-major (1820-1866) et les cartes ou photos aériennes de l'IGN pour la période actuelle (1950 à aujourd'hui).

### Habitat et logement
En 2018, le nombre total de logements dans la commune était de 239, alors qu'il était de 227 en 2013 et de 212 en 2008.
Parmi ces logements, 69,1 % étaient des résidences principales, 22 % des résidences secondaires et 8,9 % des logements vacants. Ces logements étaient pour 96,2 % d'entre eux des maisons individuelles et pour 3,8 % des appartements.
Le tableau ci-dessous présente la typologie des logements à Carlat en 2018 en comparaison avec celle du Cantal et de la France entière. Une caractéristique marquante du parc de logements est ainsi une proportion de résidences secondaires et logements occasionnels (22 %) supérieure à celle du département (20,4 %) et à celle de la France entière (9,7 %). Concernant le statut d'occupation de ces logements, 88,3 % des habitants de la commune sont propriétaires de leur logement (84,6 % en 2013), contre 70,4 % pour le Cantal et 57,5 pour la France entière.
| Typologie                                               | Carlat | Cantal | France entière |
| ------------------------------------------------------- | ------ | ------ | -------------- |
| Résidences principales (en %)                           | 69,1   | 67,7   | 82,1           |
| Résidences secondaires et logements occasionnels (en %) | 22     | 20,4   | 9,7            |
| Logements vacants (en %)                                | 8,9    | 11,9   | 8,2            |

### Lieux-dits
- Almeyrac
- Altouzet
- Buron de Chardonnet
- Cabrieu
- Calves
- Carlades
- Celles
- Courbesserre
- Embarre
- Empradel
- Faral
- Féneyrols
- Feniers
- Juzelles
- La Chau
- La Peyreficade
- La Vente
- Labastide
- Lamontagne-de-Nadal
- Le Dat Soubeyrol
- Le Montat
- les Cabanes
- Loubéjac
- Lessenat
- Moulin de Calves
- Moulin de Celles
- Moulin de Payrotte
- Pont des Cabanes
- Pradel
- Puy-Basset
- Rocher de Carlat
- Rousse

## Toponymie

### Attestations anciennes
Le nom de la localité est attesté sous les formes :
- Castrum quod vulgo Cartilatum dicitur en 839[14] (Ann. Bertiniani)
- Carlacum en 1279 (archives départementales série E)
- Carlac en 1380 (archives municipales de Saint-Flour)
- Carlatum en 1382 (archives municipales d'Aurillac série EE)
- Carllat en 1610 (aveu de Jean de Pestels)
- Carlat en 1671 (nommée au prince de Monaco).

### Étymologie
Il peut s'agir d'une formation toponymique gauloise ou gallo-romaine en -ate, suffixe de sens vague, qu'Ernest Nègre considère comme locatif. Il peut faire référence à une forteresse ou à un village. Le premier élément Carl- peut représenter un anthroponyme qu'Albert Dauzat identifie comme latin et qu'il cite sous la forme Cartilius, à moins qu'il ne s'agisse d'une extension à partir du thème prè-indo-européen *kar- « pierre », la localité se situant en effet sur une table basaltique. Ernest Nègre lui préfère un nom de personne gaulois qu'il cite sous la forme Caratillus. 
Enfin, Xavier Delamarre croit reconnaître le thème verbal carti- carto- rencontré dans plusieurs anthroponymes gaulois, tels que Carti-mandua, Carto-ual[, An-are-cartos, Cartusio, etc. et toponymes gaulois *Carto-briga > Chartreuve (Aisne, Cartobra IXe siècle), *Cartonia > Chardogne (Meuse, Chardonne 1230, Chardoigne 1321, Cardonia 1711), etc. etc. Carti- / carto- correspondrait au gallois carthu et au breton karzha « nettoyer, récurer » et à la racine vieil irlandais cart- « chasser, expulser, envoyer ». Il reconstruit Carti-latum, sur lato- « ardeur, fureur » ou « plaine », ce dernier sens serait celui à retenir dans ce cas (*lāto-) comme dans l'ethnonyme Latobrogi « ceux du plat pays ». Il ne donne toutefois pas d'explication sur le sens global du toponyme, cette identification de l'étymon ne semblant pas assurée.
Remarque : les formes anciennes montrent une confusion avec le suffixe -acum qui a abouti régulièrement à la terminaison -ac d'une manière générale dans le Sud de la France, et -at plus spécifiquement en Auvergne et une partie du Limousin.

## Histoire

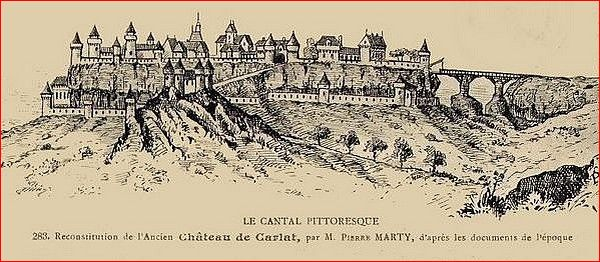
Carte postale de la fin du XIXe siècle reproduisant une gravure sur bois du début du XVIIe siècle représentant l'état du château et de ses bâtiments avant son arasement sous Louis XIII.

Sur le rocher s'élevait depuis le VIIIe siècle un château dont la position donnant sur toute la vallée était imprenable, et que le roi Henri IV fit démanteler pierre par pierre en 1604. Car les seigneurs de l'époque, Cadillac ou Cadilhac (orthographe occitane), recevaient et recueillaient en leur domaine officieusement beaucoup d'autres seigneurs pourchassés généralement pour « crime ou lèse-majesté ». Inaccessible et inexpugnable, ce repaire de fortes têtes narguait sans cesse Henri IV et ses ministres. Le roi fit donner plusieurs assauts et finit par remporter la bataille après plusieurs mois d'acharnement. Avec la Révolution française, la vicomté (terre des Grimaldi depuis 1641) est confisquée et ses possessions vendues comme biens nationaux. En 1911, le rocher de Carlat est racheté par la Société de la Haute-Auvergne afin de le rétrocéder en 1914 à Albert Ier de Monaco.

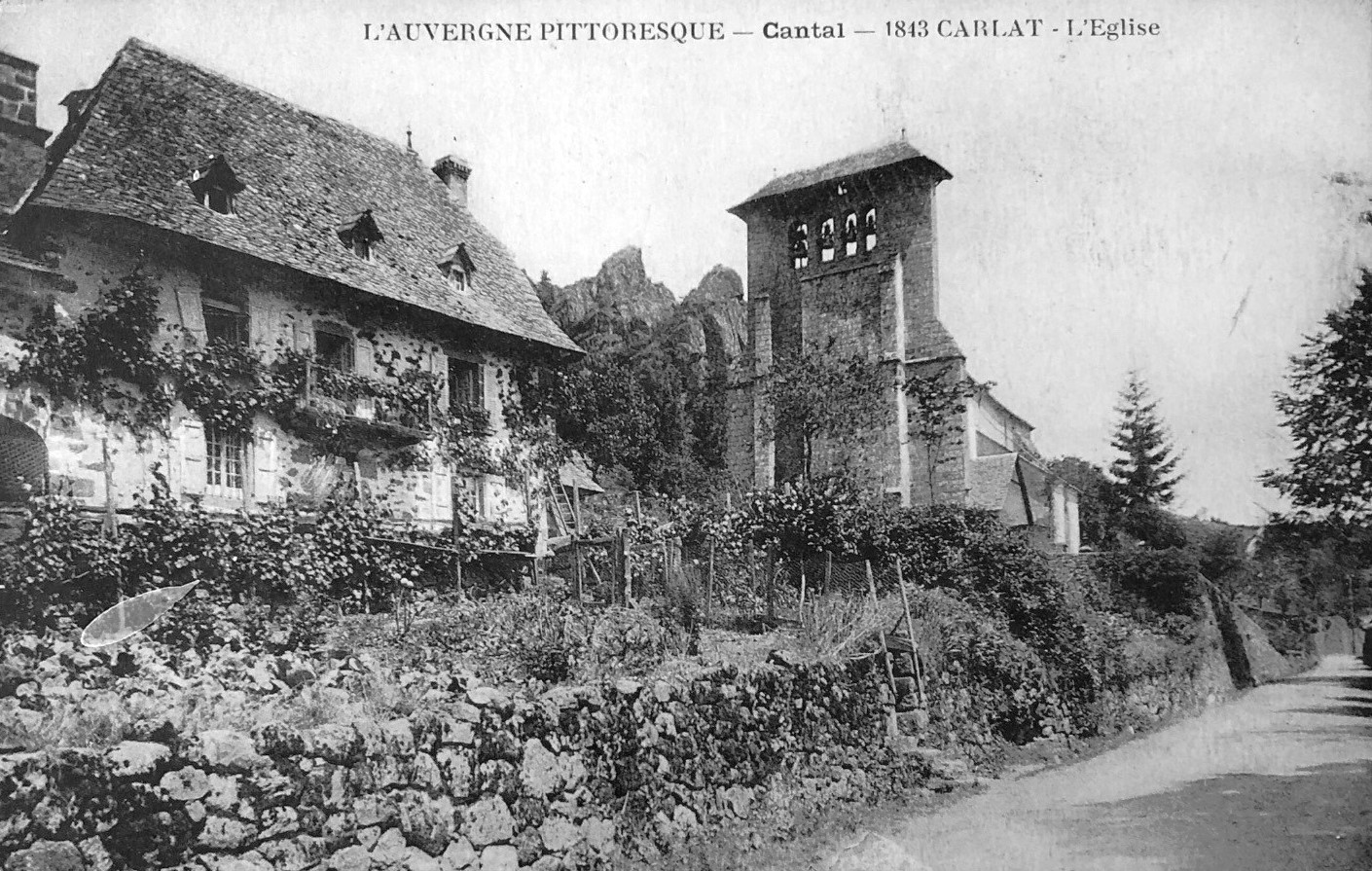
Carlat au début du XXe siècle.

En décembre 2008 le maire de Carlat a évoqué un prochain jumelage avec le hameau de Bruni, rattaché à la commune italienne de Vallarsa. Ce rapprochement de Carlat-Bruni est dans l'idée d'associer les deux communes avec le nom de Carla Bruni-Sarkozy, l'épouse de l'ancien président de la République française Nicolas Sarkozy, et de bénéficier d'une publicité touristique pour son village. En juillet 2010, le jumelage est officialisé.
Le 1er février 2012, Carlat rejoint la communauté d'agglomération du Bassin d'Aurillac.

## Politique et administration

### Découpage territorial
La commune de Carlat est membre d'Aurillac Agglomération, un établissement public de coopération intercommunale (EPCI) à fiscalité propre créé le 22 novembre 1999 dont le siège est à Aurillac. Ce dernier est par ailleurs membre d'autres groupements intercommunaux.
Sur le plan administratif, elle est rattachée à l'arrondissement d'Aurillac, à la circonscription administrative de l'État du Cantal et à la région Auvergne-Rhône-Alpes.
Sur le plan électoral, elle dépend du canton de Vic-sur-Cère pour l'élection des conseillers départementaux, depuis le redécoupage cantonal de 2014 entré en vigueur en 2015, et de la première circonscription du Cantal  pour les élections législatives, depuis le dernier découpage électoral de 2010.

### Liste des maires
| Période                                  | Période   | Identité          | Étiquette | Qualité       |
| ---------------------------------------- | --------- | ----------------- | --------- | ------------- |
| Les données manquantes sont à compléter. |           |                   |           |               |
| mars 2008                                | mars 2014 | Alain Cousin      | PCF       |               |
| mars 2014                                | 2020      | Agnès Courchinoux | SE        | Fonctionnaire |
| 2020                                     | En cours  | Yves Alexandre    |           |               |

### Jumelages

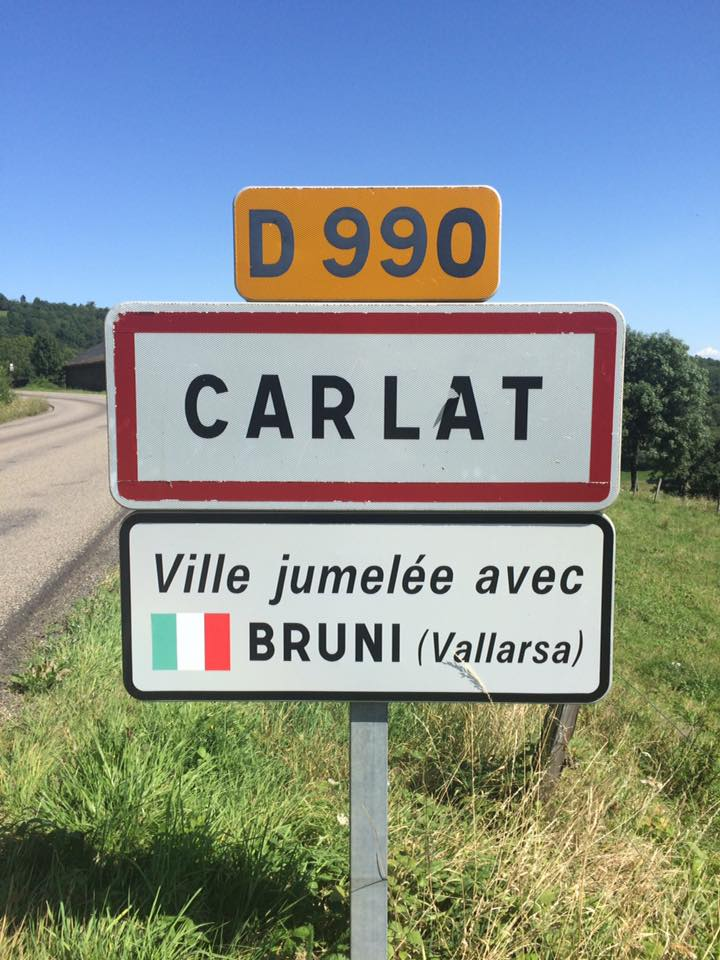

Bruni, paroisse intégrée à la commune de  Vallarsa (Italie) depuis 2010, afin de rendre hommage à Carla Bruni, par juxtaposition des deux noms.

## Démographie
L'évolution du nombre d'habitants est connue à travers les recensements de la population effectués dans la commune depuis 1793. Pour les communes de moins de 10 000 habitants, une enquête de recensement portant sur toute la population est réalisée tous les cinq ans, les populations de référence des années intermédiaires étant quant à elles estimées par interpolation ou extrapolation. Pour la commune, le premier recensement exhaustif entrant dans le cadre du nouveau dispositif a été réalisé en 2006.

En 2022, la commune comptait 390 habitants, en évolution de +10,8 % par rapport à 2016 (Cantal : −1,08 %, France hors Mayotte : +2,11 %).
| 1793 | 1800 | 1806 | 1821 | 1831 | 1836  | 1841 | 1846 | 1851 |
| ---- | ---- | ---- | ---- | ---- | ----- | ---- | ---- | ---- |
| 900  | 850  | 804  | 925  | 932  | 1 026 | 991  | 965  | 943  |

| 1856 | 1861 | 1866 | 1872  | 1876 | 1881 | 1886 | 1891 | 1896 |
| ---- | ---- | ---- | ----- | ---- | ---- | ---- | ---- | ---- |
| 979  | 903  | 953  | 1 894 | 913  | 910  | 932  | 828  | 771  |

| 1901 | 1906 | 1911 | 1921 | 1926 | 1931 | 1936 | 1946 | 1954 |
| ---- | ---- | ---- | ---- | ---- | ---- | ---- | ---- | ---- |
| 704  | 702  | 620  | 581  | 552  | 566  | 568  | 496  | 510  |

| 1962 | 1968 | 1975 | 1982 | 1990 | 1999 | 2006 | 2011 | 2016 |
| ---- | ---- | ---- | ---- | ---- | ---- | ---- | ---- | ---- |
| 508  | 432  | 394  | 364  | 306  | 305  | 284  | 343  | 352  |

| 2021 | 2022 | - | - | - | - | - | - | - |
| ---- | ---- | - | - | - | - | - | - | - |
| 379  | 390  | - | - | - | - | - | - | - |

## Culture locale et patrimoine

### Lieux et monuments
- Le château de Carlat ;
- le château de Celles ;
- la demeure de Lachau - privée ;
- le manoir de Courbesserre ;
- l'ancien cimetière de Carlat ;
- l'église Saint-Avit.

### Personnalités liées à la commune
- La Reine Margot.
- Anne de Beaujeu, fille de Louis XI, régente du royaume et vicomtesse de Carlat.
- Isabelle de Rodez ou Isabelle de Carlat, grande figure du Carladez, elle habitait au château de Carlat.
- Bonne de Berry, vicomtesse de Carlat, morte à Carlat le 30 décembre 1435.
- Jacques d'Armagnac-Nemours, vicomte de Carlat où il résidait lorsqu'il fut arrêté par ordre de Louis XI.
- Bonne de Carlat, elle habita au château de Carlat de 1434 à 1454.
- Jean-Baptiste Rames (1832-1894), géologue, né à Celles-de-Carlat.
- Michel Four (1945-), artiste peintre né à Carlat.
- Albert II de Monaco, propriétaire du rocher de Carlat. Il a visité Carlat les 14 et 15 mai 2014 et, en compagnie de son épouse et de ses enfants, dont la princesse Gabriella, comtesse de Carladès, le 9 juillet 2025.

### Héraldique
| Blason de Carlat | Blason  | De gueules au lion léopardé d'or.                                               |
| Blason de Carlat | Détails | Blason des vicomtes de Carlat. Le statut officiel du blason reste à déterminer. |